# Милано Беарз
«Милано Беарз» (итал. Hockey Club Milano Bears), до 2019 года известный как «Милано Россоблу» (итал. Hockey Milano Rossoblu) — хоккейный клуб из Милана. Был основан в 2008 году, после расформирования клуба «Милано Вайперз».

## История
4 мая 2011 года стало известно, что клуб достиг соглашения о сотрудничестве и развитии с КХЛ и в дальнейшем планирует выступать в составе лиги.
6 апреля 2012 года клуб оформил путевку в серию А, победив в финале клуб ХК «Гардена» со счетом 4-2.
В конце апреля было объявлено, что клуб отказывается от участия в КХЛ, в сезоне 2012—2013. Как выяснилось, у клуба не урегулирован финансовый вопрос, а также слишком маловместительная арена, не соответствующая требованиям КХЛ.
В июле 2018 года было объявлено, что «Милано Россоблу» присоединился к Альпийской хоккейной лиге, заменив ХК «Ноймаркт-Эгна», который снялся с соревнований из-за финансовых трудностей.
«Милано» выступает в международной лиге вместе с 8 другими итальянскими командами.

## Достижения
- 2008-09: Серия А2. 7-е место в регулярном чемпионате, выбыл в четвертьфинале плей-офф.
- 2009-10: Серия А2. 6-е место в регулярном чемпионате, выбыл в четвертьфинале плей-офф.
- 2010-11: Серия А2. 4-е место в регулярном чемпионате, выбыл в полуфинале плей-офф.
- 2011-12: Серия А2. 2-е место в регулярном чемпионате. Команда победила в плей-офф и вышла в серию А